# 粉红方秆蕨
粉红方秆蕨（学名：Glaphyropteridopsis rufostraminea）为金星蕨科方秆蕨属下的一个种。

## 扩展阅读
維基物種上的相關：粉红方秆蕨